# 黑林山区明斯特塔尔
黑林山区明斯特塔尔（德語：Münstertal/Schwarzwald），简称明斯特塔尔（德語：Münstertal，發音：[ˈmʏnstɐˌtaːl]），是德国巴登-符腾堡州弗赖堡行政区布赖斯高-上黑林山县的市镇，面积67.74平方千米，2023年12月31日人口为5,117人。